# Валезийци
Валезийците са секта, появявила се някъде през 3 век във Филаделфия (Азия). Те проповядвали самокастрация, като всичко започнало от философ на име Валезий, който, следвайки примера на Ориген, се самокастрирал, проповядвайки перфектното „умъртвяване“ и вегетарианство. Прословути са с това че насилствено кастрирали пътници, на които се натъквали, също така и гости, които ги посещавали. Когато около Валезий се насъбрали последователи, местният епископ ги отлъчил от църквата, след което Валезий се оттеглил към Камениста Арабия.
| „ | Често съм чувал за Валезийците, но нямам никаква идея кой е Валезий, откъде е дошъл или какви са били изказванията, увещанията или обявяванията му. Името, което е арабско, ме кара да предполагам, че той и неговата секта все още съществуват, и също така предполагам, както казах (не мога да кажа това със сигурност), че има няколко в Bacatha, в земята на Филаделфия отвъд Йордания. Местните ги наричат Гностици, но те не са Гностици; техните идеи са различни. Но това, което научих за тях, е следното: Повечето от тях бяха членове на църквата до едно време, когато тяхната глупост стана широко известна и те бяха изгонени от църквата. Само малцина от тях са евнуси, и те имат същите вярвания за началства и власти, които Ситианите, Архонтиците и други имат. И когато те вземат човек за ученик, той не яде месо, докато все още е некастриран; но когато го убедят в това или го кастрират насила, той може да яде всичко, защото той е вън от борбата и не предполага повече риск от това да бъде възбуден от удоволствието на похотта чрез това, което яде. И не само че налагат тази дисциплина на своите ученици; широко разгласено е, че те често правели това разпореждане на непознати, когато те преминавали и приемали тяхното гостоприемство. Когато влязат вътре, те ги сграбчват, завързват ги за табло с гърбовете им и извършват кастрация насила. И това е, което аз съм чувал за тях. Тъй като знам къде живеят и това име е добре познато в тези части и не съм научил никакво друго име за сектата, предполагам, че това е то. | “ |